# Margarida I d'Escòcia
Margarida I d'Escòcia (anglès: Margaret, Maid of Norway)  (Tønsberg, 9 d'abril de 1283 - illes Òrcades, setembre 1290) fou reina d'Escòcia, neta d'Alexandre III i filla d'Eric II de Noruega i Margarida d'Escòcia.
L'Assemblea Escocesa de Brisham (juliol del 1290) va acordar que es casaria amb Eduard de Carnavon, fill d'Eduard I d'Anglaterra, sota condicions que garantirien l'autonomia escocesa.
El setembre de 1290, Margarita va emprendre el viatge des del port noruec de Bergen cap a Escòcia, però a causa de la seva delicada salut va morir abans d'arribar a port, a l'edat de 7 anys, el 26 de setembre de 1290, davant de la costa de les illes Òrcades.